# Kirgisischsprachige Wikipedia
Die kirgisischsprachige Wikipedia (kirgisisch Кыргыз Википедиясы) ist eine Ausgabe der Wikipedia in kirgisischer Sprache. Sie startete am 3. Juni 2002. Innerhalb der Sprachfamilie der Turksprachen gehört die kirgisischsprachige Wikipedia mit rund 80.000 Artikeln (Stand: August 2023) zu den kleineren Wikipedia-Ausgaben. Es gibt zwei Administratoren, u. a. Tyntschtykbek Tschorotegin.